# Unalaska

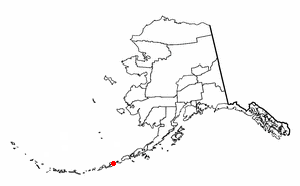
Localización de Unalaska en las Islas Aleutianas.

Unalaska es una pequeña localidad (ubicación geográfica: 53°53′20″N 166°31′38″O / 53.88889, -166.52722) en la isla de Unalaska y la isla vecina de Amaknak en las islas Aleutianas (Alaska). La ciudad tiene una superficie total del 546,2 km². El número de habitantes censados en 2020 era de 4254. 
Casi todas las instalaciones portuarias están en la isla de Amaknak, más conocido como Dutch Harbor o simplemente Dutch como es llamado por los pescadores de cangrejos del mar de Bering. El puerto está conectado con Unalaska por un puente. El nombre de "Unalaska" es probablemente una derivación del nombre ruso "Ounalashka".

## Demografía
En el año 2005 Unalaska tenía 4.283 habitantes, 834 casas, y 476 familias residiendo en la ciudad. La densidad demográfica era de 14,9 hab./km².
Un 36,9% de los hogares tenían niños menores de 18 años, en un 47,1% vivían parejas casadas y un 42,9% eran hogares sin familia. El 32,0% de todas los hogares estaban compuestos de un individuo y en un 1,6% vivía una única persona mayor de 65 años. La media de habitantes por hogar era de 2,51 y el tamaño medio de las familias era 3,27 personas.
Por edades, la población se componía de: un 14.6% individuos menores de 18 años, un 7,6% de entre 18 y 24 años, un 50,9% entre 25 a 44 años, un 25,4% entre 45 y 64 años, y 1,6% mayores de 65 años. La edad media era de 36 años. Para cada 100 mujeres había 194,8 varones y por cada 100 mujeres mayores de 18 años había 218,7 varones.
La renta mediana por hogar en la ciudad era USD 69.539, y la renta media por familia era USD 80.829. Los varones tenían una renta media de USD 41.352 contra USD 29.766 de las mujeres. Cerca del 2,0% de familias y 12,5% de la población estaban por debajo de la línea de la pobreza, incluyendo un 2,8% con edad inferior a los 18 años y un 15,8% de ellos era mayor de 65 años.
Según el censo de 2010, había 4376 personas residiendo en Unalaska. La densidad de población era de 7,94 hab./km². De los 4376 habitantes, Unalaska estaba compuesto por el 39.19% blancos, el 6.86% eran afroamericanos, el 6.12% eran amerindios, el 32.63% eran asiáticos, el 2.19% eran isleños del Pacífico, el 7.4% eran de otras razas y el 5.6% pertenecían a dos o más razas. Del total de la población el 15.22% eran hispanos o latinos de cualquier raza.

## Historia
Las islas de Unalaska y de Amaknak tenían 24 establecimientos con más de 1000 habitantes de aleutianos en 1759. En 1768, Unalaska se convirtió en un puerto de comercio ruso para la industria del mar.
En 1825, la iglesia ortodoxa rusa construyó en Unalaska una iglesia. El sacerdote, Iván Veniamínov, compuso el primer sistema de escritura del aleutiano con ayuda local, y tradujo las Sagradas Escrituras a esa lengua. Durante este tiempo (entre 1830 y 1840) solamente de 200 a 400 aleutianos vivían en Unalaska.
El 3 de junio de 1942, durante la Segunda Guerra Mundial, Unalaska fue atacada por los japoneses. La mayoría de los nativos residentes en la isla fueron enviados al sureste de Alaska mientras duró la guerra.
A partir de la década de 1950, Unalaska se convirtió en un centro de la industria pesquera de cangrejo real de Alaska; para el año 1978, era el mayor puerto pesquero de Estados Unidos. En 1982, una caída en la cosecha de cangrejo real diezmó la industria, y a mediados de la década de 1980 se produjo una transición hacia la pesca de fondo.
El 25 de octubre de 1977, un ciclón extratropical extremadamente intenso azotó la zona. Se registró una presión de 926 milibares en Dutch Harbor, la presión no tropical más baja jamás registrada en Estados Unidos hasta el 31 de diciembre de 2020, cuando otro sistema azotó las islas con una presión de 924,8 milibares. Vientos superiores a los 100 nudos provocaron el naufragio del MV Kuroshima en 1997.

## Actualidad

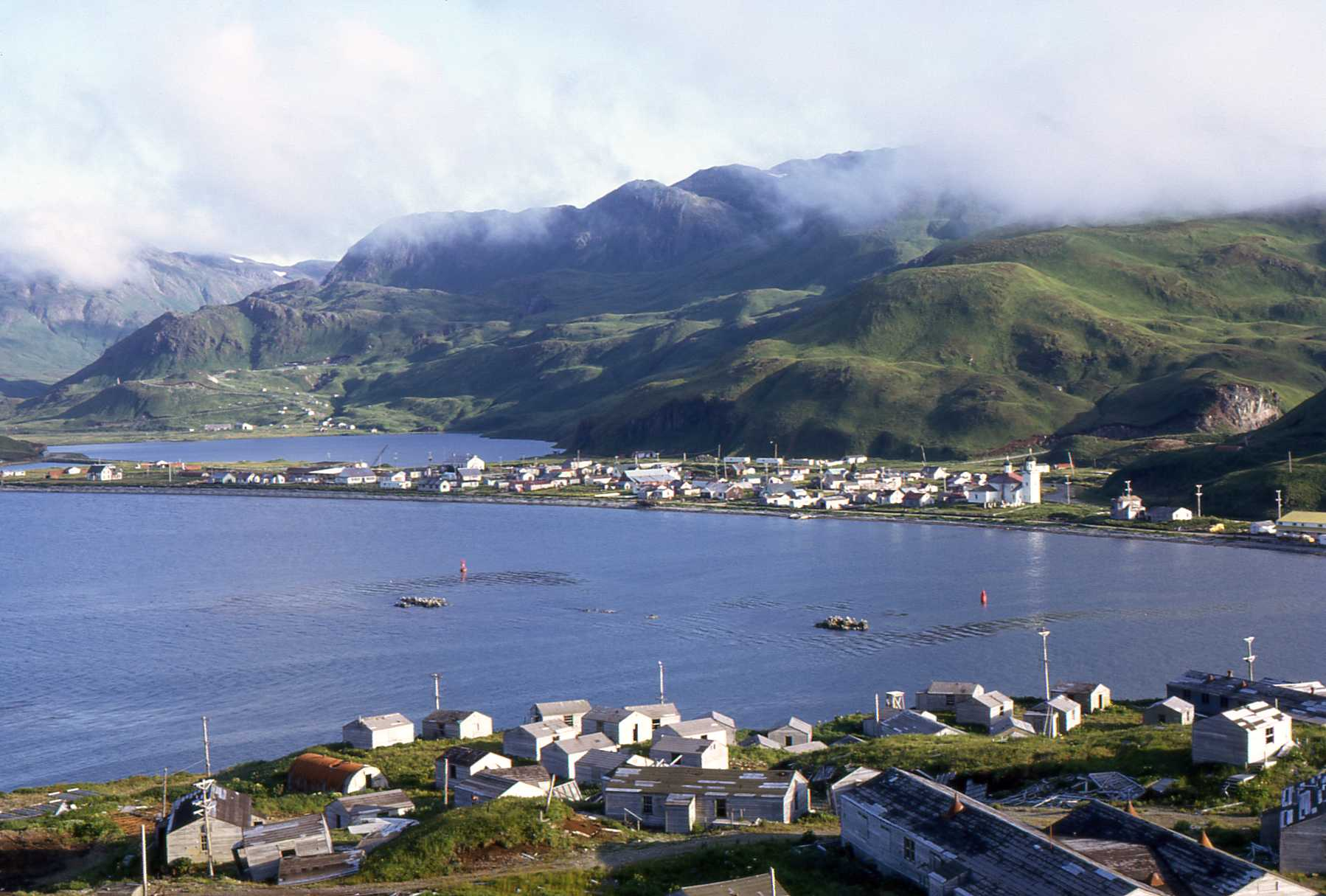
Vista de Unalaska en 1972 con los edificios derrumbados de la base naval cerrada en primer plano.

La ciudad ha enfrentado problemas como el alcoholismo y el desempleo en el pasado; si bien estos problemas persisten, la situación ha mejorado en los últimos años. Un ejemplo es Elbow Room, un bar que, localmente y luego en el extranjero, se hizo famoso por su escandalosa actividad. Cerró en 2005.
Desde 2005, el documental Deadliest Catch de Discovery Channel se ha centrado en los pescadores de Dutch Harbor.
En 2023, se construyó en Unalaska la primera puerta de enlace comunitaria de Starlink, una pequeña estación terrestre.

## Economía
El puerto de Unalaska es el principal puerto y base de la industria pesquera del cangrejo del mar de Bering. Ha sido el puerto pesquero más grande de los Estados Unidos en términos del volumen de mariscos capturado, desde 1981 hasta 2000, y en términos de valor por captura. Sin embargo, desde el año 2000, el puerto de New Beford, Massachusetts, le ha superado en esa categoría.
Un proyecto experimental en el puerto de Unalaska está produciendo biodiésel del aceite de los pescados de la industria pesquera local conjuntamente con la universidad de Fairbanks, Alaska. El aprovechamiento económico del aceite de los pescados es raro y las comunidades de Alaska son muy dependientes en la generación de energía diésel. Las fábricas locales generan 3,5 millones de toneladas de aceite de pescado anualmente.